# Poggio Murella
Poggio Murella è una frazione del comune italiano di Manciano, nella provincia di Grosseto, in Toscana.
Il borgo dista circa 15 km dal centro comunale e meno di 2 km dal borgo di Poggio Capanne.

## Storia
Poggio Murella sembra discendere da quell'antico insediamento noto come Pago Lucretio, ricordato dagli storici latini come un centro abitato nei pressi di Saturnia. Località conosciuta fino al XVI secolo come Poggio di Saturnia, il nome fu poi modificato nel 1570 in Poggio alle Capanne, con l'inserimento del borgo nella parrocchia del vicino centro di Capanne. Nel XVIII secolo iniziò a formarsi il primo nucleo urbano con l'arrivo di numerosi coloni dall'Emilia, soprattutto dalle campagne di Modena e di Parma. Il primo agglomerato fu quello del Poggetto, rione più antico del paese. Con la costruzione della chiesa, finanziata dal possidente Giuseppe Zammarchi, il borgo si sviluppò sempre di più con la costruzione di nuovi rioni. Nel 1884 fece la sua comparsa la prima banda musicale, la società filarmonica, mentre nel 1927 il comune di Manciano la elevò a frazione e le modificò il nome nel definitivo Poggio Murella.

## Monumenti e luoghi d'interesse

### Architetture religiose

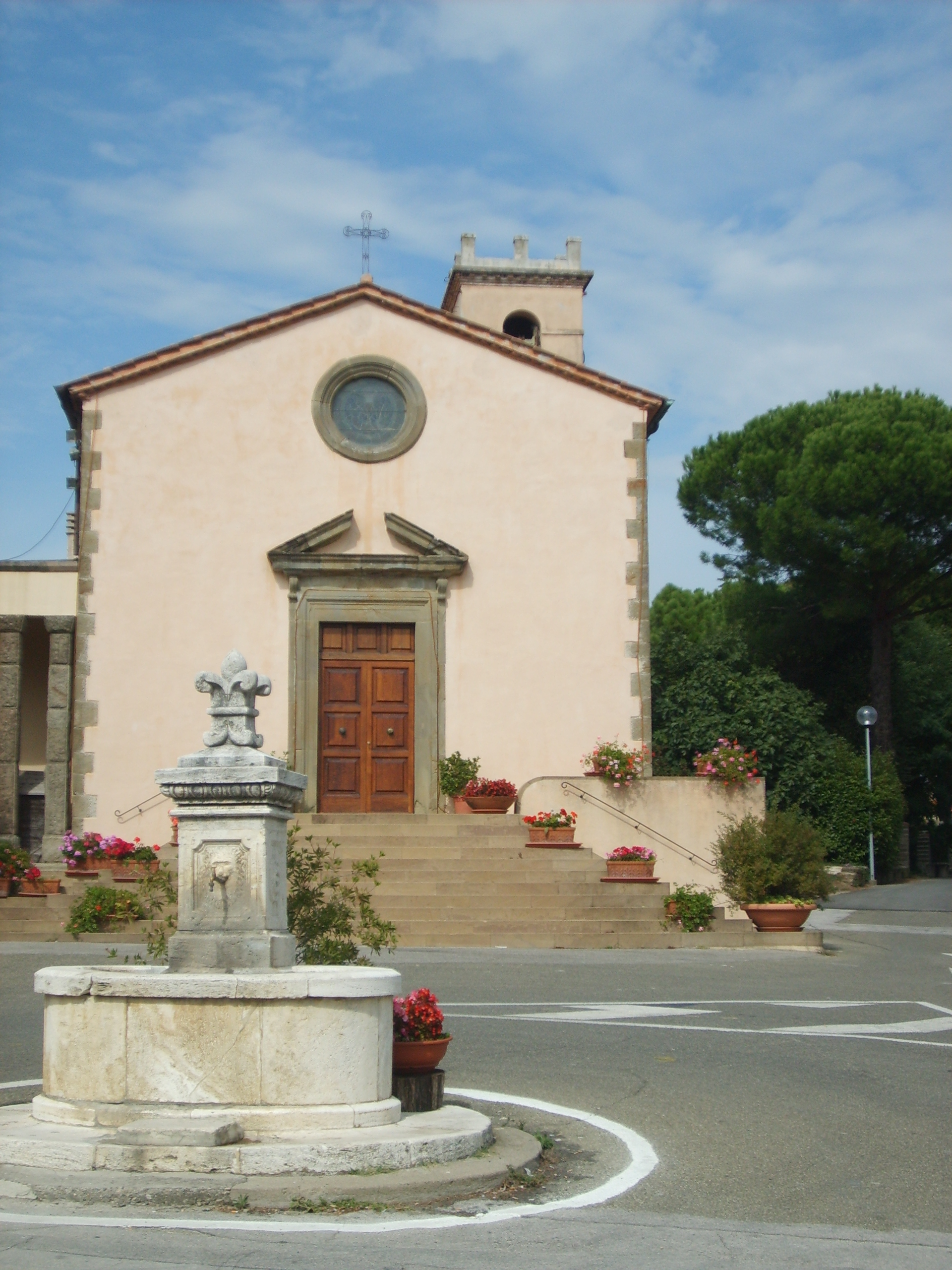
La chiesa di San Giuseppe

- Chiesa di San Giuseppe, chiesa parrocchiale della frazione, è stata edificata a metà del XIX secolo per volere del ricco possidente Giuseppe Zammarchi, ed è sede di parrocchia dal 1957.[3]

### Architetture civili
- Palazzo Zammarchi, situato nella centrale piazza del Poggio, è appartenuto ad una ricca famiglia di possidenti mancianesi.

- Fontanili di Poggio Murella: situati nei dintorni del paese, se ne contano tre. La fonte del Podere (1824), recentemente restaurata, e la fonte delle Piane hanno assicurato acqua di sorgente agli abitanti di Poggio Murella fino al 1916, anno in cui, anche in tutte le frazioni del comune, entrarono in funzione le fontanelle collegate all'Acquedotto del Fiora. Un terzo fontanile si trova in località Buccio, a metà di un sentiero che si snoda per circa un chilometro a sud-est del paese: di questo grande fontanile non rimane che una sola delle vasche che fungevano da abbeveratoio e da lavatoio e che, lasciate all'incuria, sono sprofondate in un sottostante boschetto di frassini e cipressi.

### Siti archeologici
- Castellum aquarum alle Murelle, grande cisterna a forma rettangolare con l'interno suddiviso in dieci navate con volte a botte e rivestito all'esterno in opus reticulatum a tasselli bicromi. Nei dintorni si possono trovare altri resti di epoca romana, tra cui una torre cilindrica in opus reticulatum.[4]

## Società

### Evoluzione demografica
Quella che segue è l'evoluzione demografica della frazione di Poggio Murella. Sono indicati gli abitanti del centro abitato e dove è possibile è inserita la cifra riferita all'intero territorio della frazione.
| Anno | Abitanti       | Abitanti |
| Anno | Centro abitato | Frazione |
| ---- | -------------- | -------- |
| 1961 | 470            | 625      |
| 1981 | 361            | 395      |
| 2001 | 281            | -        |
| 2011 | 287            | -        |

## Cultura

### Musei
Poco distante dalla chiesa sorge il Museo della filarmonica Pietro Mascagni, aperto solo su richiesta e gestito dalla pro loco di Manciano. Si presenta come un piccolo museo di storia locale che mostra gli oggetti del mestiere della storica banda poggiaiola fondata nel XIX secolo.

## Geografia antropica
Il paese di Poggio Murella si presenta come un agglomerato urbano diviso in nove borgate, tradizionalmente riconosciute dalla comunità:
- Basso
- Bubbolina
- Greppo
- Poderino
- Poggetto
- Poggio Sassorosso
- Sellaie
- Termine
- Torre

## Galleria d'immagini

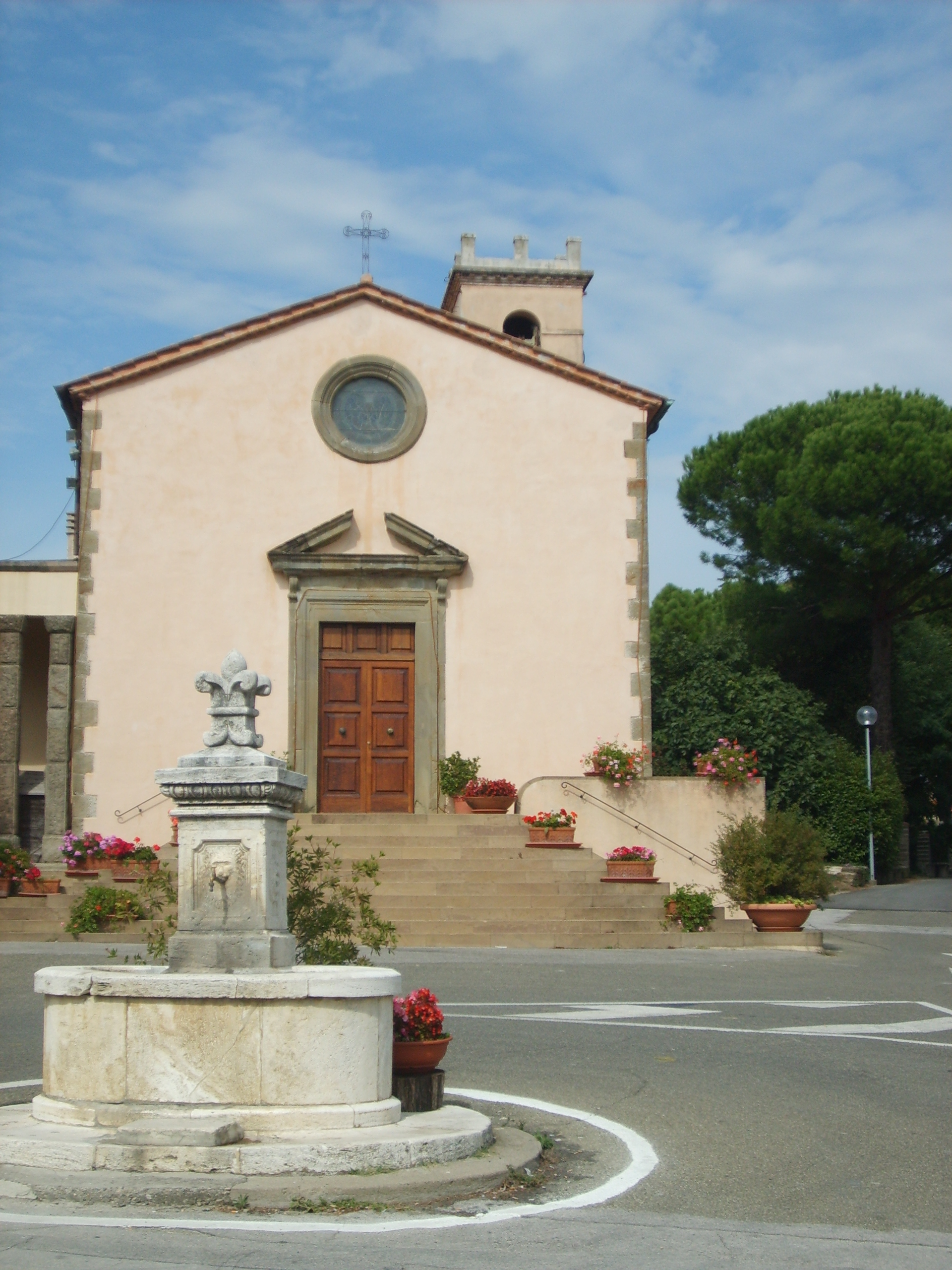
La piazza principale con la chiesa
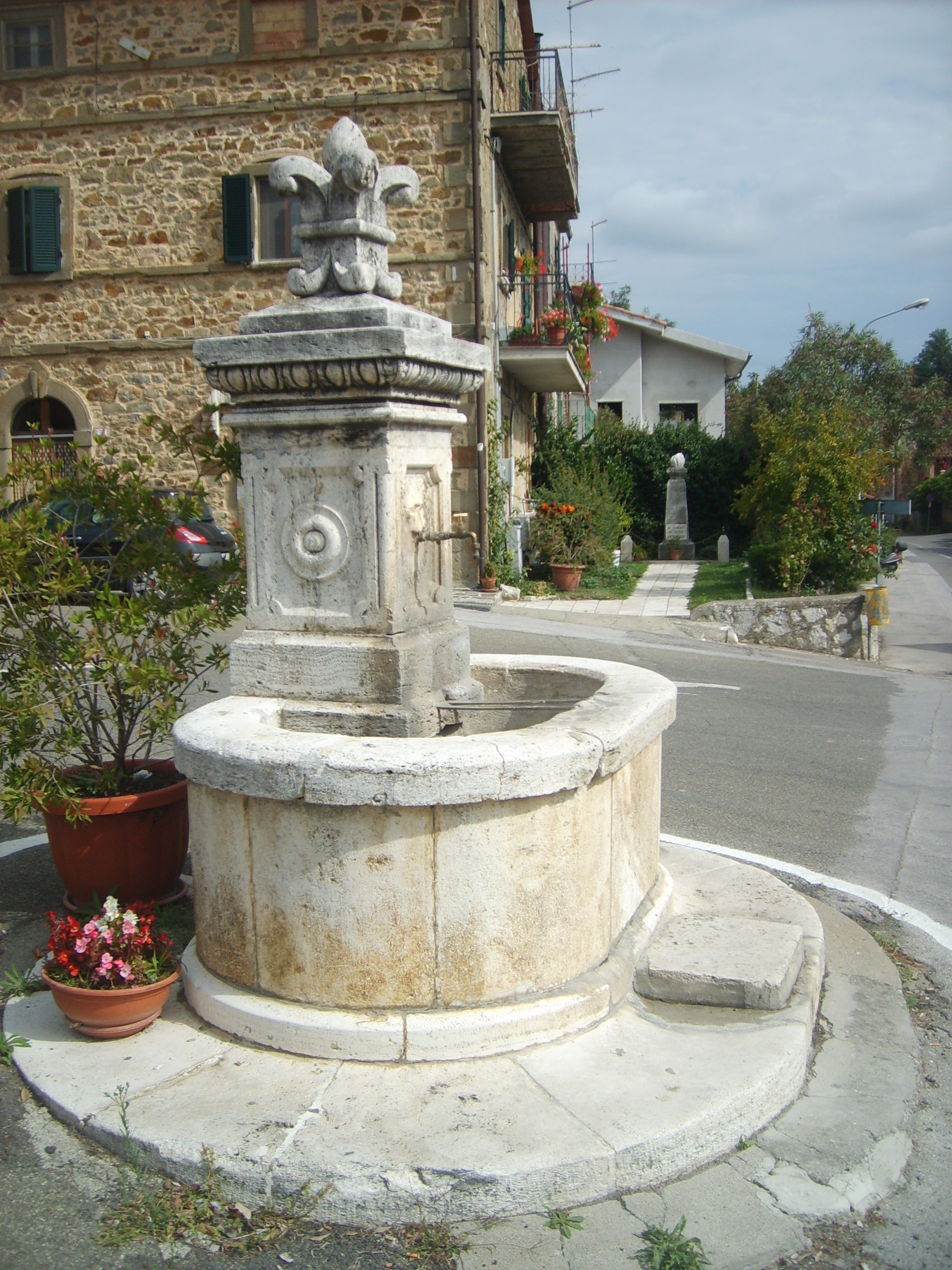
La fontana centrale
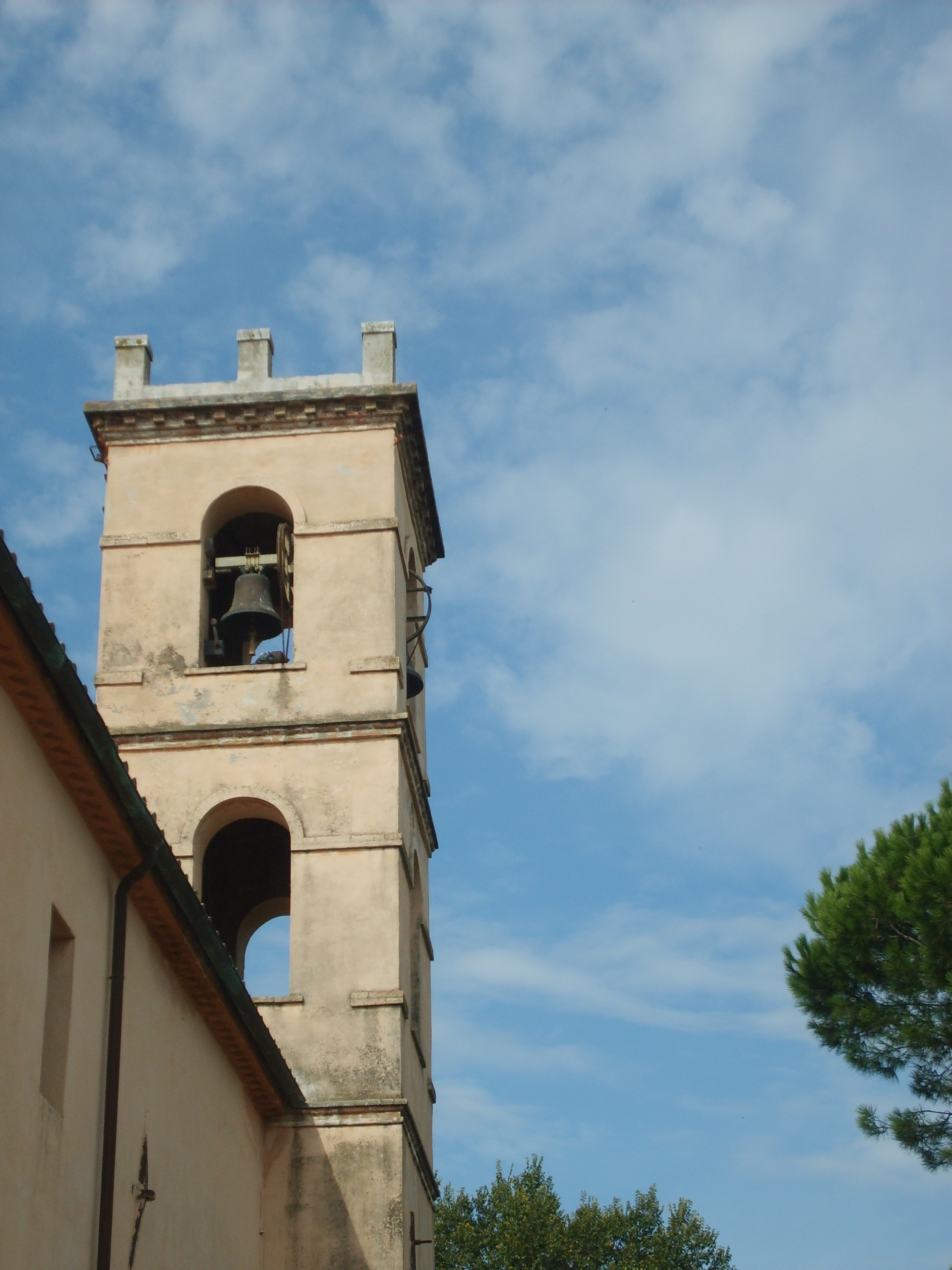
Particolare del campanile della chiesa
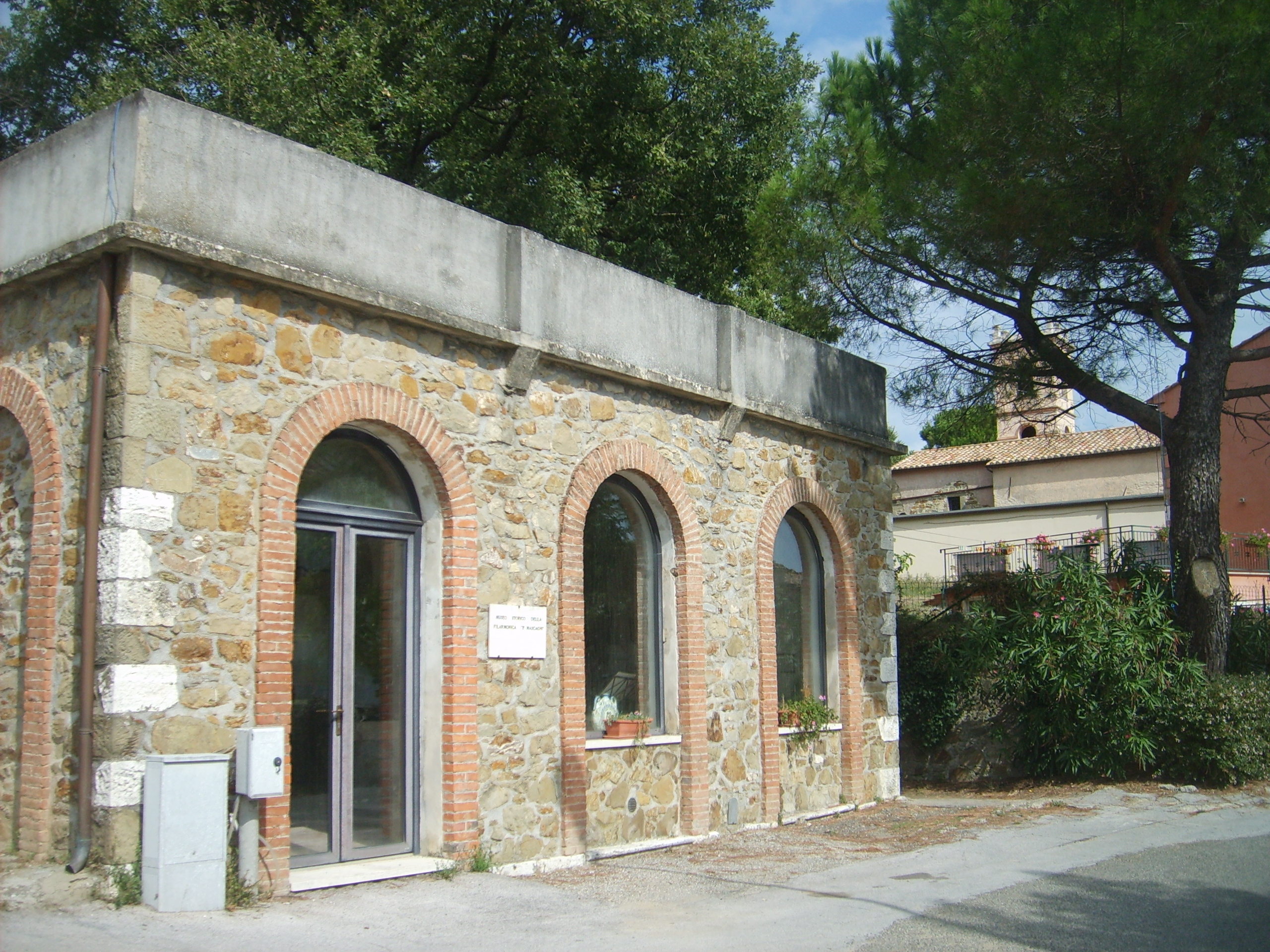
Il museo della filarmonica Pietro Mascagni